# Vansbro kyrka

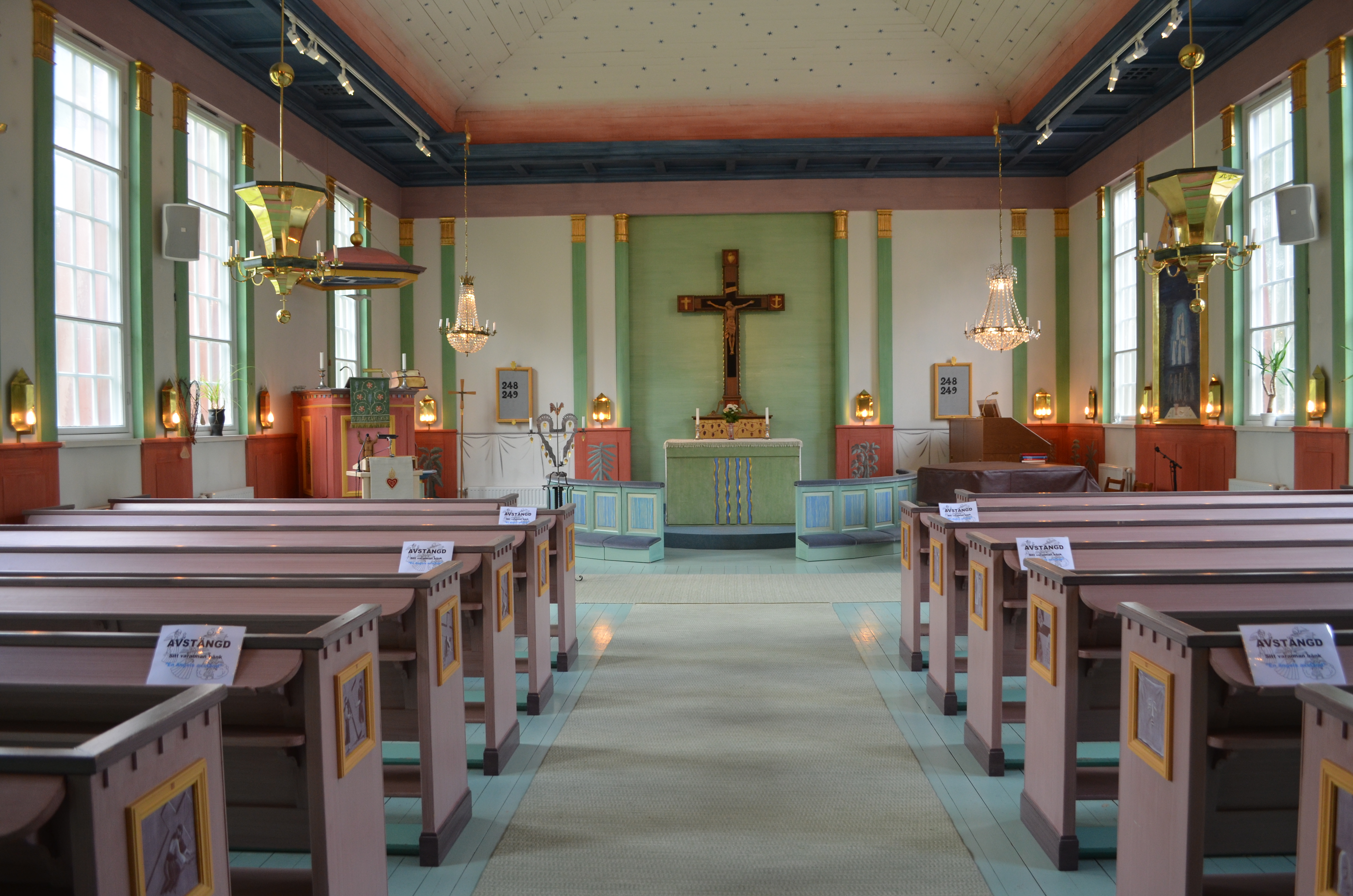
Vansbro kyrkorum

Vansbro kyrka är en kyrkobyggnad som tillhör Järna med Nås och Äppelbo församling i Västerås stift.
Kyrkan ligger på en tallbacke vid östra sidan av Vanån i samhället Vansbro.

## Kyrkobyggnaden
Träkyrkan är från 1935 och består av ett rektangulärt långhus med rakt kor av samma bredd som långhuset. Ytterväggarna är klädda med rödmålad stående träpanel. Yttertaket är valmat och klätt med plåt. Mitt på taket står en takryttare.

### Tillkomst och ombyggnader
1902 inrättades en prästtjänst i Vansbro, men man fick utnyttja provisoriska gudstjänstlokaler som missionshus och skola. En tomt för kyrka valdes ut utanför Vansbro centrum. 1933 invigdes kyrkogården och samma år fattades beslut att bygga kyrkan på andra sidan av en förbipasserande väg.
Kyrkan uppfördes efter ritningar av arkitekt Magnus Dahlander och invigdes 28 juli 1935 av biskop Einar Billing. Ursprungligen var ytterväggarna gråmålade och taket klätt med spån. 1980 tillbyggdes ett församlingshem med pastorsexpedition, och 1983 genomfördes en inre och yttre ombyggnad av själva kyrkan. Ytterväggarna rödmålades för att bättre passa ihop med församlingshemmets faluröda färg. Yttertakets beläggning byttes ut från spån till kopparplåt. Kyrkorummet fick en ny och mer livlig färgsättning. Arkitekt vid båda tillfällena var Hilding Lögdberg, och Astrid Theselius stod för den konstnärliga gestaltningen vid kyrkoombyggnaden. 2001 tillkom nytt belysningssystem och värmesystemet förnyades.

## Inventarier
- Predikstolen är samtida med kyrkan och byggd efter ritningar av kyrkans arkitekt Magnus Dahlander.
- Orgeln med 16 stämmor är byggd av Marcussen & Søn i Danmark och levererad 1953. Tidigare fanns ett pedalharmonium.

| Man I.Huvudverk C-f3 | Man II. Bröstverk C-f3 | Pedal C-f1    | Koppel |
| -------------------- | ---------------------- | ------------- | ------ |
| Rörflöjt 8'          | Gedackt 8'             | Subbas 16'    | II/I   |
| Principal 4'         | Rörflöjt 4'            | Gedackt 8'    | II/P   |
| Waldflöjt 2'         | Principal 2'           | Quintadena 2' | I/P    |
| Mixtur IV            | Nasat 1 1/3'           | Fagott 16'    |        |
| Dulcian 8'           | Cymbel I               | Vox humana 4' |        |
|                      | Sesquialtera II        |               |        |
|                      | Tremulant              |               |        |

## Klockstapeln
Söder om kyrkan finns en fristående klockstapel som är uppförd 1935. Stapeln har en stolpkonstruktion och täcks av ett sadeltak. Kyrkklockan är från 1912 och hängde tidigare i en klockstapel vid skolan.